# Sörmlands flora
Sörmlands flora  är en regional kärlväxtflora över landskapet Södermanland utgiven i bokform av Botaniska sällskapet i Stockholm år 2001. Huvudförfattare är Hans-Erik Wanntorp och  Hans Rydberg.
Projektet bakom floran tog cirka 20 år och bygger helt på ideellt arbete i form av inventeringar av kärlväxter i hela landskapet Södermanland uppdelat i 2,5 x 2,5 km stora kvadranter från ekonomiska kartan. Boken innehåller förutom en fullständig förteckning över alla kärlväxtarter som är funna i landskapet även kapitel om dess geologi, natur, tidigare botaniskt utforskande samt förändringar i floran.